# Kantemir Balagov
Kantemir Arturovich Balagov (em russo:  Кантемир Артурович Балагов; Nalchik, 28 de julho de 1991) é um cineasta, roteirista e cinegrafista russo de origem circassiana. Dirigiu os filmes Tesnota (2017) e Dylda (2019).

## Biografia
Balagov nasceu em Nalchik, República Socialista Soviética Autônoma Cabardino-Balcária, RSFSR, no último ano da União Soviética, em uma família não ligada ao cinema. Sua mãe é professora de química e biologia, ela trabalha como diretora de uma escola local, enquanto seu pai é empresário local.
Desde a infância, Balagov assistia a muitos filmes populares e, aos 18 anos, começou a criar seus próprios pequenos vídeos. Então, junto com amigos em Nalchik, ele filmou uma série para a Internet com episódios de 10 minutos cada. Ele não planejou seguir a carreira de cineasta, mas decidiu se inscrever para o workshop de cinema, liderado por Alexander Sokurov na Kabardino-Balkarian State University em Nalchik. Balagov perdeu o prazo para entrar na universidade como calouro, mas ainda assim escreveu a Sokurov, pedindo para considerar sua inscrição. Ele acabou sendo aceito no workshop como aluno do terceiro ano. Como resultado, ele se formou na universidade no curso da oficina criativa de Alexander Sokurov.
Durante os estudos, realizou diversos filmes de ficção e documentários. Alguns curtas-metragens de Balagov foram exibidos no 67º Festival de Cinema de Locarno. Em 2017, estreou-se como diretor com o longa-metragem Tesnota, do programa Un Certain Regard do Festival de Cannes, onde recebeu o prêmio FIPRESCI. Em 2017, recebeu o Prêmio GQ Rússia na categoria Descoberta do Ano.
Em 2019, Balagov recebeu o prêmio de Melhor Diretor de Cannes e o prêmio FIPRESCI pelo filme Dylda, apresentado no programa Un Certain Regard. Dylda foi a entrada da Rússia na categoria de Melhor Longa-Metragem Internacional na 92ª cerimônia do Oscar, entrando na lista de finalistas de dezembro.
Em janeiro de 2021, foi revelado que Balagov dirigirá o primeiro episódio da adaptação para a televisão de The Last of Us.